# Carmen Serano
Carmen Maria Serano (* 18. August 1973 in Chula Vista, Kalifornien als Carmen Maria Robles) ist eine US-amerikanische Schauspielerin.

## Leben
Carmen Serano wurde 1973 in Chula Vista geboren und ist seit dem Jahr 2000 als Schauspielerin aktiv. Ihre erste Rolle hatte sie in dem Film Next Friday. 2007 war sie in dem Film Urban Justice – Blinde Rache zu sehen. Ihre bekannteste Rolle spielte sie als Schulleiterin Carmen Molina in der erfolgreichen Fernsehserie Breaking Bad.
Serano ist seit 2007 mit dem Schauspieler Greg Serano verheiratet, mit dem sie 2 Töchter hat. Sie brachte zudem einen Sohn mit in die Ehe. 2006 wurde die Polizei wegen häuslicher Gewalt zum Haus des Paares in Rio Rancho gerufen, die ihren Mann vorübergehend festnahm.

## Filmografie (Auswahl)
- 2000: Next Friday
- 2000: King of the Jungle
- 2001: The Cross
- 2007: Save Me
- 2007: The Flock – Dunkle Triebe (The Flock)
- 2007: Urban Justice – Blinde Rache (Urban Justice)
- 2008–2009: In Plain Sight – In der Schusslinie (In Plain Sight, Fernsehserie, 2 Episoden)
- 2008–2013: Breaking Bad (Fernsehserie, 9 Episoden)
- 2009: Easy Money (Fernsehserie, Episode 1x07)
- 2010: Deadly Impact
- 2011: The Reunion – Letzte Chance. Miese Ausreden (The Reunion)
- 2014: Switched at Birth (Fernsehserie, Episode 3x14)
- 2017: Distortion
- 2017–2019: The Runaways (Fernsehserie, 3 Episoden)